# Gustav von Alvensleben
Gustav von Alvensleben (Eichenbarleben, 30 de setembro de 1803 — Gernrode, 30 de junho de 1881) foi um general da infantaria prussiano.

## Biografia
Gustav von Alvensleben nasceu em Eichenbarleben, e se alistou no Exército da Prússia em 1821.
Serviu na Guarda Grenadierregiment nº 1 Kaiser Alexandre. Em 1849 Alvensleben tornou-se Chefe do Estado Maior do Corpo prussiano na insurreição em Baden e, em 1850, Chefe do Estado Maior do VIII Corpo do Exército. Alvensleben tornou-se o governador militar da Província do Reno prussiana e Vestfália em 1854, e o ajudante pessoal do rei Guilherme I da Prússia em 1861. Neste cargo, assinou a Convenção Alvensleben com a Rússia para coordenar as políticas russa e prussiana durante toda a Revolta de Janeiro polonesa.
Serviu no quartel-general Real na Guerra Austro-prussiana de 1866 e liderou as negociações de paz com Jorge V de Hanôver. Em 30 de outubro de 1866 assumiu o comando do IV Corpo de Exército. Em 1868 Alvensleben foi promovido a General der Infanterie e comandou o IV Corpo de Exército nas batalhas de Beaumont e de Sedan na Guerra franco-prussiana.
Alvensleben se aposentou em 10 de outubro de 1872 e morreu em 30 de junho de 1881 em Gernrode.